# 许特朗日
许特朗日（法語：Schuttrange，法語發音：[ʃytʁɑ̃ʒ]）是卢森堡南部的一个市镇和小镇，位于卢森堡城以东。 